# Glavonja (film)
Glavonja je nadolazeći hrvatski dječji film iz 2025./26. godine redateljica Marine Andree Škope i Vande Raýmanove. Scenarij potpisuje slovački scenarist Juraj Raýman. U produkciji je hrvatskog studija PomPom Film i slovačkog Objectif,  koprodukcijom slovenskog Senca Studio i latvijskog Air Productions.
Film bi trebao izaći u kina 2026. godine.

## Radnja
Radnja prati desetogodišnju Alisu i njezinog trinaestogodišnjeg autističnog brata Milana, poznatijeg kao Glavonja. Alisa je navikla da je većina pažnje usmjerena na Milana i njegove potrebe, ali s preseljenjem u novu sredinu, ona se trudi sakriti njegovo postojanje kako bi izbjegla predrasude svojih vršnjaka. Međutim, kada njihovi roditelji misteriozno nestanu, Alisa se odlučuje suočiti s vlastitim strahovima i prihvatiti pomoć trojice dječaka detektiva. Zajedno s Milanom, ona se upušta u detektivsku avanturu koja će ih odvesti na put otkrivanja i prihvaćanja. Kroz ovu neočekivanu avanturu, Alisa shvaća da Milan nije uzrok njezinih problema, već da je njihov odnos pun ljubavi i podrške. Film istražuje teme obitelji, prihvaćanja i osobnog rasta, dok dvoje djece otkrivaju da je prava snaga u zajedništvu i međusobnom razumijevanju.

## Glumačka postava
- Marta Mihanović kao Alisa, Milanova desetogodišnja sestra
- Maks Kleončić kao Milan, Alisin trinaestogodišnji autistični brat
- Andrija Lamot kao Mladi detektiv
- Mark Spiridonović kao Mladi detektiv
- Martin Pišlar kao Mladi detektiv
- Ajda Smrekar
- Matej Puc
- Csongor Cassai
- Gabriela Dzuríkova
- Judita Franković Brdar
- Borko Perić
- Snježana Sinovčić
- Dražen Čuček
- Slavko Sobin
- Željko Duvnjak

## Snimanje
Snimanje je počelo početkom lipnja 2024. u Zagrebu.

## Vanjske poveznice
- Službena stranica PomPom Filma